# David Fernàndez i Ramos
David Fernàndez i Ramos   (Barcelona, 24 de setembre de 1974) és un periodista i activista social català. Va ser diputat del Parlament de Catalunya de la X legislatura per la Candidatura d'Unitat Popular (CUP), exercint el càrrec de president-portaveu del Grup Mixt. El 27 de juliol de 2015, després d'exercir el càrrec com a independent, va passar a formar part de la CUP com a militant. Des de febrer de 2022 és vocal de la junta d'Òmnium Cultural presidida per Xavier Antich.

## Biografia
Nascut el 24 de setembre de 1974 a Barcelona. Té un germà bessó que treballa a Brussel·les de programador informàtic. El seu avi patern, Saturnino Fernández, fou militant comunista, republicà, i ferm antifranquista, en el que s'emmirallà políticament. Cursà els estudis bàsics als instituts de La Sedeta i al Vila de Gràcia, ambdós de Barcelona. Començà la seva militància política a inicis de la dècada del 1990 als Col·lectius de Joves Comunistes - Joventut Comunista i l'any 1993 a l'organització estudiantil Alternativa Estel. Pel que fa al món universitari, inicià els estudis de ciències polítiques a la Universitat Autònoma de Barcelona però els abandonà al tercer curs de la llicenciatura. En acabat, estigué dos anys al taller 1 (planxisteria) de la fàbrica de l'empresa automobilística SEAT, posant unes 200 portes diàries al model Ibiza, fins que una lesió l'obligà a abandonar la feina.
L'any 1996 fou membre fundador de l'Ateneu Independentista i Popular de la Vila de Gràcia La Torna. És membre del Grup de Periodistes Ramon Barnils i de la Xarxa d'Economia Solidària. Des de 2003 forma part de la cooperativa de crèdit de finances ètiques i solidàries Coop57, tasca que únicament interrompé durant el mandat de diputat al Parlament de Catalunya entre 2012 i 2015. Afiliat a la Federació de Treballadors i Treballadores de Catalunya —adscrita a la Intersindical Alternativa de Catalunya— i al Sindicat de Periodistes de Catalunya, és membre d'Entrepobles i participa de la Coordinadora Catalana per a la Prevenció i Denúncia de la Tortura. Va ser redactor i editor del setmanari La Directa coordinant la secció d'investigació «Estirant del fil». També ha col·laborat com a periodista amb mitjans de comunicació alternativa com Gara, Berria, VilaWeb, Mèdia.cat, Masala, Diagonal i Carrer.
El 2006 va publicar, en català i en castellà, una crítica de les actuacions de l'estat, Cròniques del 6 i altres retalls de la claveguera policial, amb pròleg d'Arcadi Oliveres. El 13 de novembre de 2012 va publicar, juntament amb Julià de Jòdar, un treball divulgatiu sobre els orígens i el projecte de la Candidatura d'Unitat Popular a partir de la recopilació d'opinions de l'entorn, titulat Cop de CUP. L'any 2013 va seguir Foc a la barraca, un recull d'articles d'opinió seus realitzats als darrers anys, que va ser el llibre de pensament crític més venut durant la diada de Sant Jordi d'aquell mateix any.

## Activitat institucional
Políticament, Fernàndez no havia militat mai en cap partit, en valer-se sempre de la condició d'independent. Va concórrer per primera vegada a les eleccions municipals de Barcelona de 2011 en el 14è lloc de la llista de la CUP-Alternativa per Barcelona, que no va obtenir cap representant al consistori. El 13 d'octubre de 2012 va ser escollit com a cap de llista de la CUP-Alternativa d'Esquerres per Barcelona a les eleccions al Parlament de Catalunya de 2012. En aquells comicis, la CUP va obtenir tres escons, tots de la circumscripció de Barcelona, i Fernández va convertir-se així el 25 de novembre en diputat electe de la desena legislatura del Parlament de Catalunya. El 17 de desembre va acreditar l'acta de diputat per exercir el càrrec de president-portaveu del Grup Mixt de la desena legislatura de la Catalunya autonòmica.
Al llarg la seva etapa parlamentària Fernàndez va esdevenir especialment popular per les seves crítiques contra la corrupció de banquers i polítics a la comissió d'investigació del Parlament de Catalunya sobre la crisi financera espanyola iniciada el 2008. El novembre de 2013, quan Rodrigo Rato, expresident de Bankia i exdirector gerent del Fons Monetari Internacional, fou cridat a declarar en aquesta comissió, Fernàndez va treure's una sandàlia i la va mostrar a Rato, titllant-lo de «gàngster». L'incident fou socialment aplaudit, però va generar molta incomprensió als mitjans de comunicació espanyols, els quals van adreçar-li algunes desqualificacions. Pels seus mèrits, el 2014 fou nomenat president de la comissió d'investigació sobre el frau i l'evasió fiscal i les pràctiques de corrupció política.
A les eleccions municipals de 2015 fou escollit en quaranta-unè lloc de la CUP-Capgirem Barcelona. Tancava la llista de Barcelona, juntament amb l'advocat August Gil Matamala i la jurista Isabel Vallet, trenta-novè i quarantena respectivament.

## Activitat artística
Ha participat en espectacles musicals de tribut a Ovidi Montllor conjuntament amb Borja Penalba i David Caño formant el grup musical Ovidi3, «Un temps, una estima, una idea», que s'ha acabat transformant en Ovidi4 integrant a la cantant valenciana Mireia Vives a partir de l'espectacle «Cuidem-nos». L'abril de 2021, Sembra Llibres i Propaganda pel fet! va publicar el llibre-disc L'Ovidi se’n va a la Beckett, enregistrat a la Sala Beckett de Barcelona.

## Obra publicada
- Cròniques del 6 i altres retalls de la claveguera policial. Del Cinema Princesa a l'absolució dels Tres de Gràcia (1996-2006). 2006.  Virus, p. 318. ISBN 9788496044807.[27]
- Fernández, David; Salellas, Benet; diversos autors. Rastres de Dixan. Islamofòbia i construcció de l'enemic en la era post 11-s. 2009.  Virus, p. 144. ISBN 9788492559091.[28]
- Cop de CUP, amb l'escriptor Julià de Jòdar (Grup 62, 2012)[29]
- Foc a la barraca (Lo Diable Gros, 2013)[30]
- August Gil Matamala. Al principi de tot hi ha la guerra, amb l'educadora social Anna Gabriel (Sembra Llibres, 2017)[31]
- La revolta de Santa Jordina, amb la dissenyadora gràfica Lyona (Àmsterdam Llibres, 2019)[32]
- No robaràs.  Barcelona: Fragmenta, 2024. ISBN 9788410188006.[33]